# Hypena brunneavariegata
Hypena brunneavariegata là một loài bướm đêm trong họ Erebidae.